# زبادة سوداء
زبادة سوداء أو القط الدبّيّ أو البنتورونغ (الاسم العلمي Arctictis binturong)، عُضو من فصيلة الزباديات، وهو حيوان ليليّ غابيّ، وَبُره طويل وقاس، يُمضي وقتَهُ في الأشجار. في تنقلاته البطيئة بين الأشجار، يستخدم ذنبة القَبّاض كقدم خامسة لتعلق بالأغصان. وعلى رغم أنه أرشق على الأشجار، لا يتورع عن تنقيب الأرض بحثًا عن طعامٍ. يبلغ طول جسمة 85 سم، والذَّنَب 75 سم. يستوطن الغابات الاستوائية وشبه الاستوائية، تحمل أُنثى البنتورونغ مرتين في السنة. يتغذى على الثمار بشكل خاص، الانتشار الجغرافي، إندونيسيا، ماليزيا، تايلاند، بنغلاديش، الفلبين، الهند، لاوس، كمبوديا، فيتنام، الصين، بوتان، نيبال، بورما.